# TatNeft Arena
TatNeft Arena (en russe : Татнефть-Арена) est une salle omnisports situé à Kazan en Russie. C'est la patinoire des Ak Bars Kazan. 
Sa capacité est de 10 000 places.

## Historique
La TatNeft Arena est inaugurée le 29 août 2005.

## Événements
- Concert de Scorpions, 29 août 2005